# Farkas Klára (festő)

A boldogfai Farkas család címere.

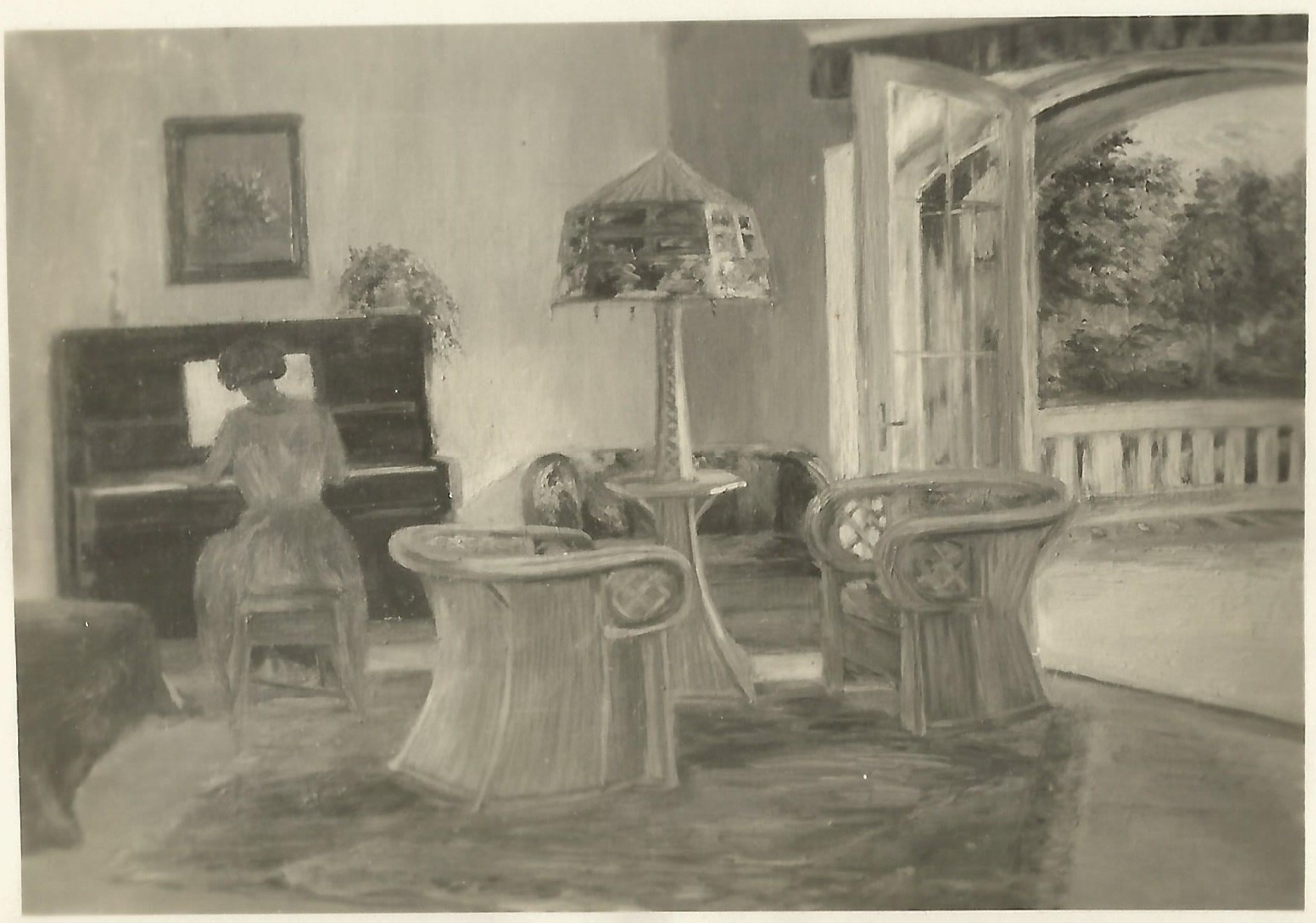
Farkas Klára húga, Farkas Zsuzsanna, zongorázik a lellei villájában.

Boldogfai Farkas Klára Gabriella Irén (Szombathely, 1898. január 25. – Kaposvár, 1944. június 8.) magyar festő- és iparművész, leánygimnáziumi tanár, a Berzsenyi társaság tagja. Férje Kovács Jenő József (1889–1961) festőművész.

## Családja
A nemesi származású Zala vármegyei boldogfai Farkas család leszármazottja. Apja boldogfai Farkas József (1866–1927), MÁV főellenőr, a koronás arany érdemkereszt a vitézségi érem szalagján tulajdonosa, és anyja borszörcsöki Egressy Gizella (1874–1971) asszony volt. Apai nagyszülei boldogfai Farkas László (1842–1901) vármegyei írnok, földbirtokos és kurtakeszi Baranyay Lujza (1848–1898) voltak. Anyai nagyszülei borszörcsöki Egressy László (1833–1914), posta- és távírda főtiszt és kiscsepcsényi Sántha Regina (1836–1908) voltak. Leánytestvérei: boldogfai Farkas Zsuzsanna (1902 – ?), akinek a férje boldogfai Farkas Imre (1882 – † ?), a dombóvári takarékpénztár vezérigazgatója, valamint boldogfai Farkas Györgyi (1900–1973), akinek a férje vitéz Földváry Béla (1886–1969), reálgimnáziumi tanár, a Dombóvári Társaskör tagja, csillagász, geológus, barlangkutató.
Apai nagyapai dédszülei boldogfai Farkas Ferenc (1779–1844), Zala vármegye táblabírája, jogász, zalaboldogfai, andráshidai, hagyárosi, és felsőbagodi földbirtokos, salomvári közbirtokos, és Joó Borbála (1811–1881) voltak. Az apai nagybátyjai boldogfai Farkas Kálmán (1875–1949) vasúti állomás elöljáró, valamint boldogfai Farkas Imre (1882– ?), a dombóvári takarékpénztár vezérigazgatója; nagynénje Cságoly Józsefné boldogfai Farkas Lujza (1870–1933). Apja oldalán elsőfokú unokatestvére Cságoly Tibor (1910–2006), ezredes, sportlövő bajnok, az Imahadjárat megindítója. Elsőfokú unokatestvére boldogfai Farkas Imre (1907–1965) magyar festőművész, grafikus. Kovács Jenő Józsefné boldogfai Farkas Klára nagyapjának, boldogfai Farkas László (1842–1901) földbirtokosnak a fivére boldogfai Farkas Ferenc (1838–1908), Zala vármegye számvevője, pénzügyi ellenőre, földbirtokos volt.

## Élete
Középiskoláit Szentgotthárdon végezte. Lelkes érdeklődést tanúsított a festőművészet iránt után, ezért a szülei Budapestre küldték tanulni. Művészeti tanulmányait a budapesti Festőakadémián folytatta. Szigorú természete miatt tisztelték és eredményeket ért el a festészet terén. Híres lett a magyar fővárosban mint női festőművész, ami szokatlan volt az ő idejében. Klára rajzpedagógusként dolgozott Dombóváron, majd 1926-tól Kaposváron, ahol majd 1933. május 20-án férjhez ment szintén festőművész Kovács Jenő Józsefhez (1889–1961), Kovács Jenő és Pukhancsek Eleonóra fiához. Mindketten számos kiállításon szerepeltek és aktívan részt vettek a helyi művészeti élet szervezésében. Műveit regionális kiállításokon mutatta be. 
A kaposvári leány-líceum rajz- kézimunka és művészettörténet tanára lett. Naturalisztikus táj- és zsánerképeket festett. Iparművészeti kiállításokon több elismerésben részesült. Rajz- és kézimunka-kiállításokat szervezett. 1928-ban és 1931-ben Kaposváron, a Dunántúli Tárlaton dicsérő oklevelet kapott képeire. Kovács Jenő Józsefné Farkas Klára festőművész, rajztanár képeivel ebben az 1930-as években Pécsett, Szombathelyen, Kaposváron, Szekszárdon és 1935-ben a budapesti Műcsarnok kiállításain is szerepelt.
Az 1934-ben a Tolnamegyei Ujságban mondják, hogy "Kovácsné B. Farkas Klára nemcsak Kaposváron, de a Dunántúl nevesebb művészei között is kiváló, sőt országos viszonylatban is már jó nevet Vívott ki magának. Olaj- és pasztellképei egyaránt művészi alkotások, Szinpompss virágcsokrai finom és ízléses csendéletei s meleg interieurjei itt is a legnagyobb keresletnek örvendenek a képeket vásárló ári közönség körében."

## Házassága
Kaposváron, 1933. május 20-án, házasságot kötött Kovács Jenő József (Felsősegesd, 1889. január 19. – Kaposvár, 1961. március 19.), festőművésszel. Kovács Jenő József, grafikus, a Berzsenyi Társaság jegyzője és a képzőművészeti szakosztályának titkára, a Kaposvári Katolikus Kör vezetője, a Magyar Cigányzenészek Országos Szövetsége Somogy megyei csoportjának elnöke, a Magyar Cigányzenészek Országos Szövetsége Somogy megyei csoportjának elnöke is. A kiváló hegedűművészt a "balkezes prímásnak" hívták. Az esküvői tanúk dr. vitéz Kovács Dénes, nagyatádi főszolgabiró és boldogfai Farkas Imre (1882– ?) magyar költő, a dombóvári takarékpénztár vezérigazgatója voltak.

## Származása
| boldogfai Farkas Klára Gabriella Irén (Szombathely, 1898. január 25. – Kaposvár, 1944. június 8.) magyar festő- és iparművész | Apja: boldogfai Farkas József Imre (*Teskánd, 1866. október 15. – † Körmend, 1927. szeptember 1.) MÁV főfelügyelő | Apai nagyapja: boldogfai Farkas László (*Boldogfa, 1842. február 3. – Zalabér, 1901. december 19.) vármegyei írnok, földbirtokos | Apai nagyapai dédapja: boldogfai Farkas Ferenc (*Boldogfa, 1779. május 16. – Boldogfa, 1844. április 16.) jogász, Zala vármegyei táblabíró, az 1809.évi nemesi felkelés hadnagya, földbirtokos (Szülei: boldogfai Farkas János Zala vm.-i főjegyző, Zala vm.-i Ítélőszék elnöke, táblabíró, földbirtokos, és lovászi és szentmargitai Sümeghy Judit) |
| boldogfai Farkas Klára Gabriella Irén (Szombathely, 1898. január 25. – Kaposvár, 1944. június 8.) magyar festő- és iparművész | Apja: boldogfai Farkas József Imre (*Teskánd, 1866. október 15. – † Körmend, 1927. szeptember 1.) MÁV főfelügyelő | Apai nagyapja: boldogfai Farkas László (*Boldogfa, 1842. február 3. – Zalabér, 1901. december 19.) vármegyei írnok, földbirtokos | Apai nagyapai dédanyja: kéthelyi Joó Borbála (*Perenye, 1817. február 1. – Boldogfa, 1881. március 16.) (Szülei: kéthelyi Joó János szabómester és Lintner Helén) |
| boldogfai Farkas Klára Gabriella Irén (Szombathely, 1898. január 25. – Kaposvár, 1944. június 8.) magyar festő- és iparművész | Apja: boldogfai Farkas József Imre (*Teskánd, 1866. október 15. – † Körmend, 1927. szeptember 1.) MÁV főfelügyelő | Apai nagyanyja: kurtakeszi Baranyay Lujza (*Teskánd, 1848. július 18. – †Zalaegerszeg, 1898. november 2.)                        | Apai nagyanyai dédapja: kurtakeszi Baranyay József (*Teskánd, 1809. február 4.– Teskánd, 1855. augusztus 5.) ügyvéd, táblabíró, uradalmi ügyész, földbirtokos (Szülei: kurtakeszi Baranyay László, földbirtokos és nemes Korenika Anna) |
| boldogfai Farkas Klára Gabriella Irén (Szombathely, 1898. január 25. – Kaposvár, 1944. június 8.) magyar festő- és iparművész | Apja: boldogfai Farkas József Imre (*Teskánd, 1866. október 15. – † Körmend, 1927. szeptember 1.) MÁV főfelügyelő | Apai nagyanyja: kurtakeszi Baranyay Lujza (*Teskánd, 1848. július 18. – †Zalaegerszeg, 1898. november 2.)                        | Apai nagyanyai dédanyja: tornai és bozsóki Karácson Terézia (*Tüskevár, 1827. december 14.– Teskánd 1888. április 29.) (Szülei: tornai és bozsóki Karácsonyi Adalbert, tornai földbirtokos, és cakóházi és dőri Gyapay Katalin) |
| boldogfai Farkas Klára Gabriella Irén (Szombathely, 1898. január 25. – Kaposvár, 1944. június 8.) magyar festő- és iparművész | Anyja: borszörcsöki Egressy Gizella Ilona (*Szatmárnémeti, 1874. február 11. – Kaposvár, 1973. április 2.)        | Anyai nagyapja: borszörcsöki Egressy László (*Pest, 1833. március 5.– Budapest, 1914. szeptember 23.) posta- és távírda főtiszt  | Anyai nagyapai dédapja: borszörcsöki Egressy Lajos (*Trnava, 1783. augusztus 19. – Buda, 1841. augusztus 23.) királyi igazg. ügyvéd, ügyész (Szülei: Egressy György és Mentler Antónia) |
| boldogfai Farkas Klára Gabriella Irén (Szombathely, 1898. január 25. – Kaposvár, 1944. június 8.) magyar festő- és iparművész | Anyja: borszörcsöki Egressy Gizella Ilona (*Szatmárnémeti, 1874. február 11. – Kaposvár, 1973. április 2.)        | Anyai nagyapja: borszörcsöki Egressy László (*Pest, 1833. március 5.– Budapest, 1914. szeptember 23.) posta- és távírda főtiszt  | Anyai nagyapai dédanyja: meszléni Meszlény Mária Alojzia Rozália (*Velence, 1809. október 5.) (Szülei: Meszlény Ignác, földbirtokos és Bóbits Rozália) |
| boldogfai Farkas Klára Gabriella Irén (Szombathely, 1898. január 25. – Kaposvár, 1944. június 8.) magyar festő- és iparművész | Anyja: borszörcsöki Egressy Gizella Ilona (*Szatmárnémeti, 1874. február 11. – Kaposvár, 1973. április 2.)        | Anyai nagyanyja: kiscsepcsényi Sántha Regina Izidora (Sarkad, 1836. május 6.– Csongrád, 1908. november 16.)                      | Anyai nagyanyai dédapja: kiscsepcsényi Sántha János (1797.–Veresgyürüs, 1849. július 29.) földbirtokos (Szülei: Sántha József, Bihar vármegye főadószedője, földbirtokos és Végh Franciska) |
| boldogfai Farkas Klára Gabriella Irén (Szombathely, 1898. január 25. – Kaposvár, 1944. június 8.) magyar festő- és iparművész | Anyja: borszörcsöki Egressy Gizella Ilona (*Szatmárnémeti, 1874. február 11. – Kaposvár, 1973. április 2.)        | Anyai nagyanyja: kiscsepcsényi Sántha Regina Izidora (Sarkad, 1836. május 6.– Csongrád, 1908. november 16.)                      | Anyai nagyanyai dédanyja: Suini Ilona (1805–Veresgyürüs, 1863. április 13.) |